# Raudondvaris

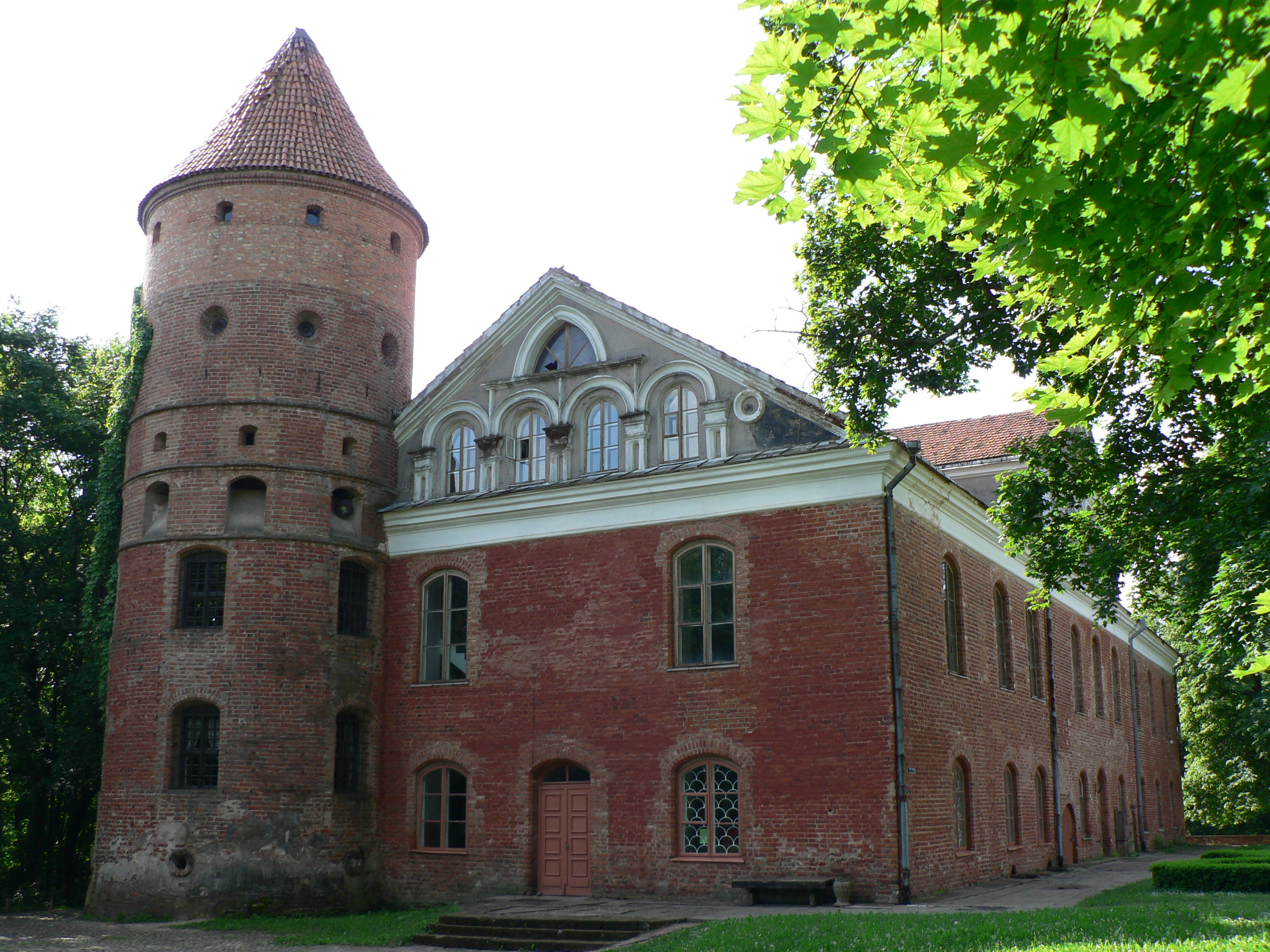
Kasteel van Raudondvaris

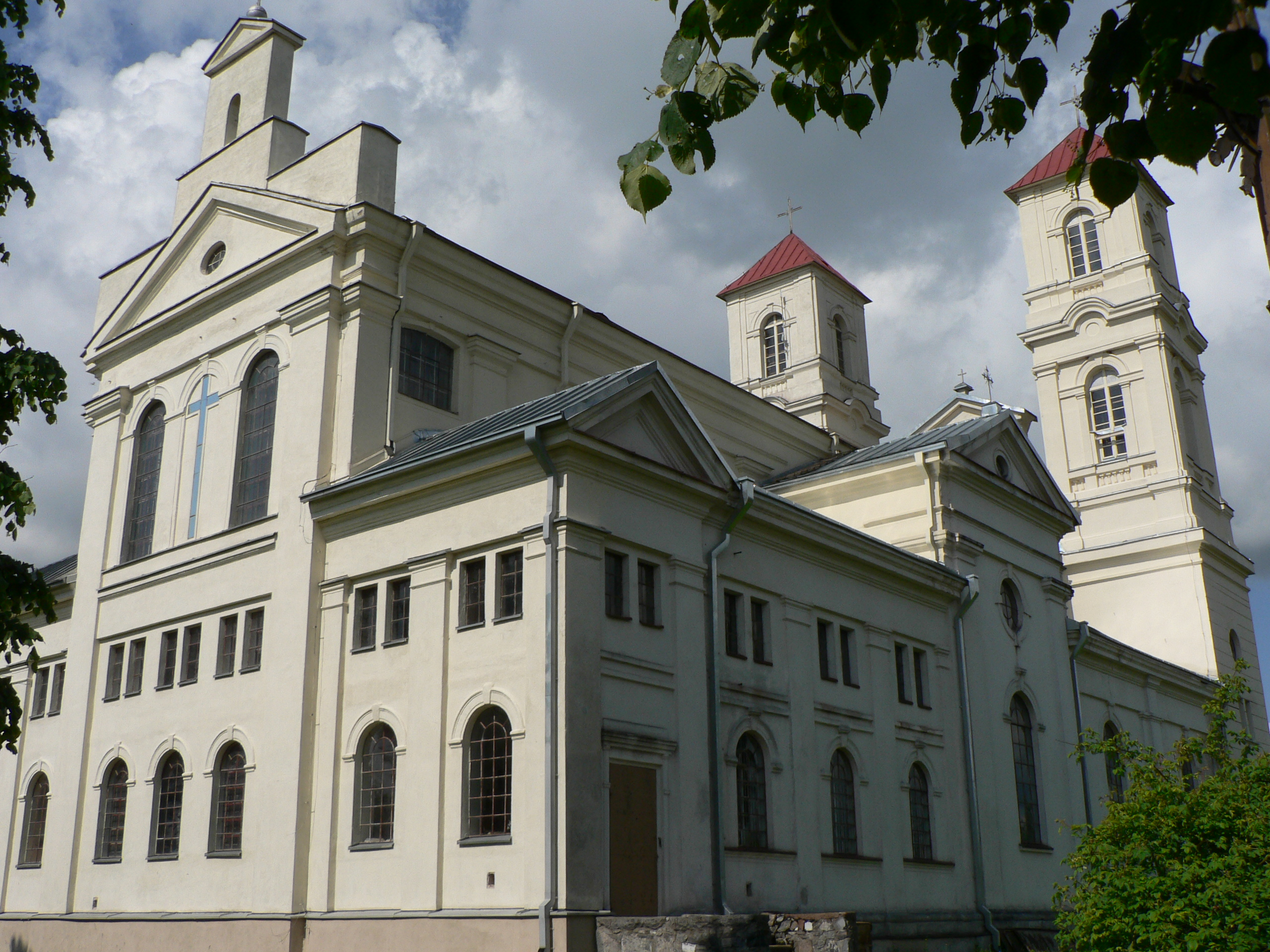
St. Theresakerk

Raudondvaris (Pools: Czerwony Dwór, Duits: Rotenhof) is een dorp in Litouwen. Het dorp telt ongeveer 4500 inwoners en ligt 10 km ten westen van Kaunas.

## Topografie
Het ligt in de regio Kaunas, dicht bij de rivier Nevėžis, een zijtak van de Memel. Raudondvaris heeft een kerk op een heuvel en een kasteel, het renaissancistisch-neogotische paleis van de familie Tyszkiewicz. Het kasteel werd rond 1615 gebouwd, de kerk rond 1790. De kerk is in de Tweede Wereldoorlog gesloopt en bijna volledig opnieuw opgebouwd. Het kasteel is ook bijna volledig gerestaureerd. Omdat de oude brug over de Nevėžis vol barsten zat, begon men in 2008 met de bouw van een nieuwe brug die eind 2010 klaar was.

## Bekende inwoners
- Edvinas Dautartas (1987), olympisch zwemmer
- Juozas Naujalis (1869-1934), componist

## Instellingen
- Een museum gewijd aan Edvinas Dautartas
- Gymnasium